# پاتستلوکی
پاتستلوکی (به چکی: Pacetluky) یک منطقهٔ مسکونی در جمهوری چک است که در ناحیه کرومیریژ واقع شده‌است. پاتستلوکی ۲٫۵۵ کیلومتر مربع مساحت و ۲۱۷ نفر جمعیت دارد و ۲۷۷ متر بالاتر از سطح دریا واقع شده‌است.